# Atletica leggera ai Giochi della XIV Olimpiade - Salto in alto femminile

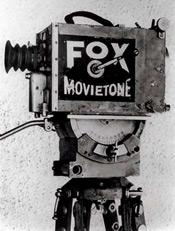
Video della Finale (un salto della Coachman)
Video della Finale (filmato amatoriale)

La competizione del salto in alto femminile di atletica leggera ai Giochi della XIV Olimpiade si è disputata il giorno 7 agosto 1948 allo Stadio di Wembley a Londra

## L'eccellenza mondiale
| Primatista mondiale       | 1,71 1943 | Fanny Blankers-Koen | Non iscritta |
| Camp.ssa europea 1946     | 1,60      | Anne-Marie Colchen  | Presente     |
| Vincitrice dei Trials USA | 1,644     | Alice Coachman      | Presente     |

## Gara
Le 19 atlete iscritte vengono ammesse alla finale senza la fase di qualificazione. Tra esse le favorite sono due: l'americana Coachman, detentrice di 10 titoli nazionali consecutivi dal 1939 in poi, con un personale di 1,644 ottenuto il 12 luglio; e la britannica Dorothy Odam-Tyler, di soli tre anni più giovane, già vincitrice a Berlino 1936 della medaglia d'argento, il cui personale di 1,66 è stato stabilito prima della guerra nel 1939.

La battaglia in finale è tra le due, che lasciano indietro tutte le altre (la campionessa europea, la francese Anne-Marie Colchen, si ferma a 1,40). Arrivate a quota 1,68, nuovo record olimpico, la Coachman supera l'asticella alla prima prova, mentre la Odam-Tyler deve ricorrere ad un secondo tentativo. Entrambe sbagliano a 1,70. La vittoria va all'americana. 

Alice Cochman è la prima atleta di colore a vincere un oro in atletica alle Olimpiadi ed è l'unica donna americana a vincere un oro ai Giochi di Londra.

## Risultati

### Turno eliminatorio
Non previsto.

### Finale
Sabato 7 agosto 1948, ore 15:35.
| Pos.    | Atleta               | Età | Nazione       | Salti | Salti | Salti | Salti | Salti | Misura | Note            |
| Pos.    | Atleta               | Età | Nazione       | 1,61  | 1,64  | 1,66  | 1,68  | 1,70  | Misura | Note            |
| ------- | -------------------- | --- | ------------- | ----- | ----- | ----- | ----- | ----- | ------ | --------------- |
| Oro     | Alice Coachman       | 24  | Stati Uniti   | O     | XO    | XO    | O     | XXX   | 1,68   | Record olimpico |
| Argento | Dorothy Odam-Tyler   | 28  | Gran Bretagna | O     | XXO   | O     | XO    | XXX   | 1,68   | Record olimpico |
| Bronzo  | Micheline Ostermeyer | 25  | Francia       | XO    | XXX   |       |       |       | 1,61   |                 |
| 4       | Vinton Beckett       | 25  | Giamaica      |       |       |       |       |       | 1,58   |                 |
| 4       | Doreen Dredge        | 17  | Canada        |       |       |       |       |       | 1,58   |                 |
| 6       | Bertha Crowther      | 26  | Gran Bretagna |       |       |       |       |       | 1,58   |                 |
| 7       | Ilse Steinegger      | 22  | Austria       |       |       |       |       |       | 1,55   |                 |
| 8       | Dora Gardner         | 36  | Gran Bretagna |       |       |       |       |       | 1,55   |                 |
| 9       | Annemarie Iversen    | 24  | Danimarca     |       |       |       |       |       | 1,50   |                 |
| 9       | Simone Ruas          | 29  | Francia       |       |       |       |       |       | 1,50   |                 |
| 11      | Carmen Phipps        | 20  | Giamaica      |       |       |       |       |       | 1,50   |                 |
| 11      | Bernice Robinson     | 21  | Stati Uniti   |       |       |       |       |       | 1,50   |                 |
| 11      | Shirley Gordon       | 21  | Canada        |       |       |       |       |       | 1,50   |                 |
| 14      | Anne-Marie Colchen   | 22  | Francia       |       |       |       |       |       | 1,40   |                 |
| 14      | Emma Reed            | 23  | Stati Uniti   |       |       |       |       |       | 1,40   |                 |
| 14      | Catherine Bourkel    | 21  | Lussemburgo   |       |       |       |       |       | 1,40   |                 |
| 17      | Elisabeth Müller     | 22  | Brasile       |       |       |       |       |       | 1,40   |                 |
| 17      | Olga Gyarmati        | 23  | Ungheria      |       |       |       |       |       | 1,40   |                 |
| 19      | Elaine Silburn       |     | Canada        |       |       |       |       |       | 1,40   |                 |